# 维克托·奥舍皮耶
维克托·奥舍皮耶（法語：Victor Hochepied，1883年10月29日—1966年3月26日），法国男子游泳运动员。他曾代表法国参加1900年夏季奥林匹克运动会游泳比赛，获得男子200米团体游泳银牌。